# ميتال صناعي
ميتال صناعي (بالإنجليزية: Industrial metal)‏ هو مزيج من موسيقى الميتال والموسيقى الصناعية، وعادة ما توظف تكرار ريشة غيتار الميتال، أخذ العينات الموسيقية، المزج أو المرتب الموسيقي، و الغناء المشوه. تشمل فرق الميتال الصناعي البارزة «مينيستري»، غودفليش، مارلين مانسن، رامشتاين، و ناين إنش نايلز.
تطور الميتال الصناعي في أواخر ثمانينيات القرن العشرين، حيث بدأت الغناء الصناعي و الميتال في الاندماج في نوع شائع. كان أداء الميتال الصناعي جيدًا في أوائل تسعينيات القرن العشرين، لا سيما في أمريكا الشمالية، مع نجاح مجموعات مثل ناين إنش نايلز. بدأت حركة الميتال الصناعي في التلاشي في النصف الأخير من تسعينيات القرن العشرين.

## تاريخ

### المبتكرون الأوائل
على الرغم من استخدام القيتارات الكهربائية من قبل الفنانين الصناعيين منذ الأيام الأولى لهذا النوع، أظهرت المجموعات الصناعية النموذجية مثل «ثروبينغ غريستل» موقفًا قويًا ضد موسيقى الروك. كانت فرقة بوست بانك البريطانية «كيلينغ جوك» رائدة في العبور بين الأنماط، وكان لها تأثير على الأعمال الرئيسية المرتبطة بالميتال الصناعي مثل مينيستري، و غودفليش، و ناين إنش نايلز.  كما أثرت مجموعة الروك الصناعية الرائدة الأخرى، «بيغ بلاك»، على بعض المجموعات اللاحقة.
بحلول أواخر الثمانينيات من القرن الماضي، بدأت الميتال الصناعية والثقيلة في الاندماج في نوع شائع، حيث كان الأسطوانة المطولة بعنوان غودفلاش.  و ألبوم «أرض الاغتصاب والعسل» ل«مينيستري» في المقدمة. أسس غودفليش عازف الغيتار السابق في نابالم ديث جاستن برودريك. أخذ من مجموعة واسعة من التأثيرات- كالآباء الأولين ل«لباور الكترونيكس» من فرقة «البيت الأبيض»،  فرقة «البجعات» من نوع نويز روك،  المحيط مؤلف موسيقى الأمبينت براين إينو و فرقة بلاك سابث من مدينة برمنغهام لموسيقى الهارد روك - وصفت موسيقى فرقة غودفليش  باسم «موسيقى ألبوم»المواد الإباحية«- في فترة ذا كيور على كواليود». على الرغم من أنه ليس من كبار المبيعات، إلا أن فرقة غودفليش أصبحت فرقة مؤثرة، ذكر اسمها من قبل فرق كورن، ميتاليكا، «دانزيغ»، «فايث نو مور» و «فيار فاكتوري».
خرجت فرقة مينيستري من المشهد المحيط ب"Wax Trax! Records"، وهي علامة تسجيل شيكاغو المستقلة المخصصة للموسيقى الصناعية. كانت بدايات فرقة «مينيستري» في غيتار الروك خلال جلسة تسجيل «أرض الاغتصاب والعسل» في «استوديوهات الجنوبية»، في لندن. أوضح قائد الفرقة «آل يورغينسن» هذا التحول:

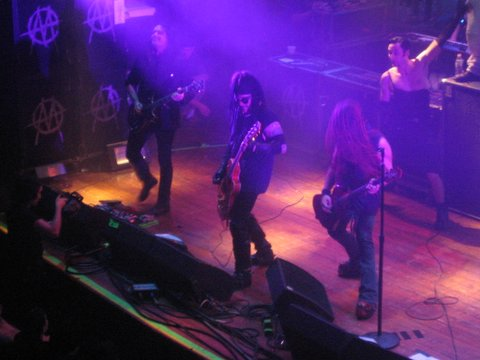
آل يورغينسن (في الوسط) مع فرقة الديوك المتمردة

بدا يورغنسن مغرمًا بشكل خاص بالثراش ميتال. بعد إصدار ألبوم «الأرض»، قام بتجنيد عازف الغيتار مايك سكاتشيا من فرقة ثراش ميتال من تكساس ريغور مورتيس. في إحدى المناسبات، أخبر يورغنسن الصحافة أن فرقة سيبولتورا هي فرقته المفضلة. كما أعرب عن الرغبة في إنتاج ألبوم لفرقة ميتاليكا. ومع ذلك، فإن اهتمام يورجينسن بالموسيقى الإلكترونية الراقصة لم يتلاشى تمامًا؛ كما قام بتشكيل المشروع الجانبي المتمثل بفرقة الديوك المتمردة، وهو فرقة للموسيقى الإلكترونية للجسم بالتعاون مع «ريتشارد 23» من فرقة «فرونت 242».
كانت الفرقة الألمانية "KMFDM" فرقة أخرى من فرق الميتال الصناعي المؤثرة. وإن لم يكن من محبي الميتال، كان رئيس فرقة KMFDM ساتشا كونيزكو «يفتتن في تمزيق معالق الميتال» والذي ينبع من تجاربه مع جهاز استعيان إيه-مو ايماكس. في أواخر عام 1986. وقال لمجلة «وورلد غيتار» أنه:
قامت فرقة متكونة من ثلاثي سويسري، تعرف ب«الآلهة الشباب»، بتجربة النمط على ألبومهم الثاني، «الماء الأحمر» (1989). قبل إطلاقه، أعلن المغني فرانز تريكلر:
أصبحت فرقة الهافي ميتال الكندية «مالهافوك» واحدة من الفرق السابقة من هذا النوع عندما بدأت مزج الميتال مع الموسيقى الصناعية في أواخر ثمانينات القرن العشرين.
فرقة «بيغفايس»، التي شكلتها مارتن اتكينز وطبال «فرقة مينيستري» بيل ريفلين ظهرت، باعتبارها الجماعية المعادن الصناعية من نوع ما، والمشاركة مع العديد من الشخصيات من نويز روك وعوالم الصناعية. جلبت ناين إنش نايلز، «فرقة الرجل الواحد» التي شكلها ترينت ريزنور، هذا النوع إلى الجماهير السائدة بألبومات مثل الألبوم الحائز على جائزة غرامي  «براوكن» والألبون الأكثر مبيعًا «ذي داونورد سبايرل»، مصحوبة بألبوماتهم كان الأداء الرائد في مهرجان "Woodstock '94". كما تطورت الثقافة الفرعية رايفثهاد في هذا الوقت، جنبًا إلى جنب مع ما يسمى النوع الفرعي "coldwave"، والذي يشمل فرق «شيملاب» و «16 فولت» و «أكيمان نايشن». تبنت بعض المجموعات الإلكترو صناعية تقنيات الميتال الصناعي في هذه الفترة ، بما في ذلك فرقة «الجرو النحيف» (في ألبوم «داء الكلب»، شارك في إنتاجه يورغنسن)، و «فرونت لاين أسامبلي».
بدأت الفرقة البريطانية «بيتشيفتر»، التي تشكلت في عام 1989 من قبل الأخوين جون ومارك كلايدن، بدأت أيضًا كفرقة ميتال صناعي.
تضمنت الفرقة فيما بعد عناصر من موسيقى درم آند بيس. يذكر المغني الرئيسي جاي اس:

### الميتال الصناعي والموت
قادت شعبية الميتال الصناعي عددًا من فرق  ثراش ميتال الناجحة، بما في ذلك ميغاديث وسيبولتورا و أنثراكس، لطلب إعادة مزج للفنانين «الصناعيين». بدأ بعض الموسيقيين الخارجين من مشهد ديث ميتال، مثل «فيار فاكتوري» و «نايلبومب» و «أوتوكراتور» و «ميتهوك سيد»، في تجربة الصناعة. فيار فاكتوري، من لوس أنجلوس، وقد تأثر في البداية من قبل قائمة «إيار آيك» (أي غودفليش، نابالم ديث و بولت ثراور). الفرقة الألمانية «أومف!» بعد ألبومهم الثاني «الحيوانات المنوية» التي لعب الميتال الصناعي جنبا إلى جنب مع عناصر من ديث ميتال و غروف ميتال حتى الألبوم «بلاستيك». المغني سيبولتورا ماكس كافاليرا التابع لنايلبومب، وبالتعاون مع أليكس نيوبورت، أيضا مزيج من تقنيات إكستريم ميتال و الإنتاج الصناعي. المثال الأقل شهرة للميتال الموت الصناعي هو «ميتهوك سيد»، المكون من أعضاء من نابالم داث وفرقة «أوبيتياري» ديث ميتال من فلوريدا. اقترح عازف الجيتار تريفور بيريز، أحد مشجعي الموسيقى الصناعية استخدام آلات الطبول لألبوم «ذي آند كومبليت»، الألبوم الأكثر نجاحًا لفرقة «أوبيتياري». أدى رفض أعضاء الفرقة الآخرين له إلى تشكيل فرقة «ميتهوك سيد».

### الميتال الأسود الصناعي
في السنوات الأولى من القرن الحادي والعشرين، بدأت مجموعات من مشهد البلاك ميتال في دمج عناصر من الموسيقى الصناعية. تشكلت فرقة «مايستيكوم» في عام 1991، وكانت أولى هذه المجموعات فرقة «دودهايمسغارد»، «ثورنس» من النرويج و «بلوت أوس نورد»، N.K.V.D و بلاكلودج من فرنسا، ولهم الفضل لإدراجها من عناصر الموسيقى الصناعية. من بين الموسيقيين الآخرين من موسيقى الميتال الأسود الصناعي «سمايل»، «محور الجحيم»، «أبوريم»، و «... والمحيطات». بالإضافة إلى ذلك، خرج كل من فرق «كوفينانت» «مورتييس» و «أولفر» من مشهد الميتال الأسود النرويجي، ولكنهم اختاروا في وقت لاحق التجربة مع الموسيقى الصناعية.

### الميتال الصناعي التقدمي
العديد من الفنانين الذين تعود جذورهم إلى موسيقى "بروجريسف ميتال"، على الرغم من عدم ارتباطهم غالبًا بمشهد الميتال الصناعي، قاموا أيضًا بدمج القوام الصناعي في موسيقاهم. في وقت لاحق، يمكن تسمية كينغ غريمسون، الذي تمت الإشارة إلى ألبوماته في العقد الأول من القرن الحادي والعشرين باسم «أندستريال آرت ميتال» ويمكن تسمية فرقة «أو سي آي» كأمثلة للميتال الصناعي التقدمي. عدة أعمال المرتبطة الأنماط الفرعية المعادن المتطرفة أيضا مزج التدريجي و «ميتال أفانت جارد» مع الصناعي وتلك تشمل مجري الفعل الميتال التجريبي «ثاي غاتافلاك»، بلوت أسترالي نورد و الفرقة النرويجية «شايننغ» مع ألبوم «البلاك جاز» الذي نال استحسان النقاد، والذي مزج بروجريسيف روك، الميتال الأسود، موسيقى الجاز الحرة والموسيقى الصناعية. الفنان الكندي ديفين تاونسند ، مؤسس فرقة ثراش ميتال الصناعية «فرقة سترابينغ يونغ لاد»، صهرت لاحقًا الموسيقى الصناعية بالبروجريسف ميتال خلال مسيرته الفردية الغنية.

## الأفلام والفيديوهات
أنتجت العديد من فرق الميتال الصناعي مقاطع فيديو لافتة للنظر. وتشمل هذه تعاون فرقة غودفليش مع أندريس سيرانو، رسومات آيدن هيوز لغرقة "KMFDM"، عمل فرقة ناين إنش نايلز  مع مارك رومانيك، عمل روب زومبي المرئي ل«وايت زومبي» (الذي حصل على جائزة إم تي في الأغاني المصورة عن أفضل فيديو هارد روك)، وقيام مارلين مانسن بالإخراج مع ريتشارد كيرن وفلوريا سيدزيسموندي. تعاونت NIN لاحقًا مع بيل فيولا لمرافقة حية. أنتج ترينت ريزنور أيضًا الموسيقى التصويرية لأفلام قتلة بالفطرة والطريق السريع المفقود، وعمل «مستشارًا موسيقيًا» لفيلم رجل على النار. أخرج روب زومبي ثلاثة أفلام. في عام 2009، كان مارلين مانسن تقوم بإخراج فيلم «فانتاسماغوريا: رؤى لويس كارول». ولكن منذ ذلك الحين لم يتم انتاج الفيلم. تشمل الأفلام الأخرى التي تضمنت مساهمات بارزة من فناني الميتال الصناعي الغراب و «جوني منيمونيك» و «النسل» و ذا ماتريكس وساحرة بلير وإي آي: الذكاء الاصطناعي.